# ادواردو کمیسو
ادواردو کمیسو (انگلیسی: Eduardo Commisso؛ زادهٔ ۲۹ ژوئیهٔ ۱۹۴۸) بازیکن فوتبال اهل آرژانتین است.
از باشگاه‌هایی که در آن بازی کرده‌است می‌توان به باشگاه فوتبال استودیانتس، باشگاه اتلتیکو ایندپندینته، و باشگاه فوتبال هرکولس اشاره کرد.